# Carles Casagemas
Carles Casagemas, né le 27 septembre 1880 à Barcelone en Espagne et mort le 17 février 1901 à Paris en France, est un peintre espagnol, connu pour son amitié avec Pablo Picasso.

## Biographie

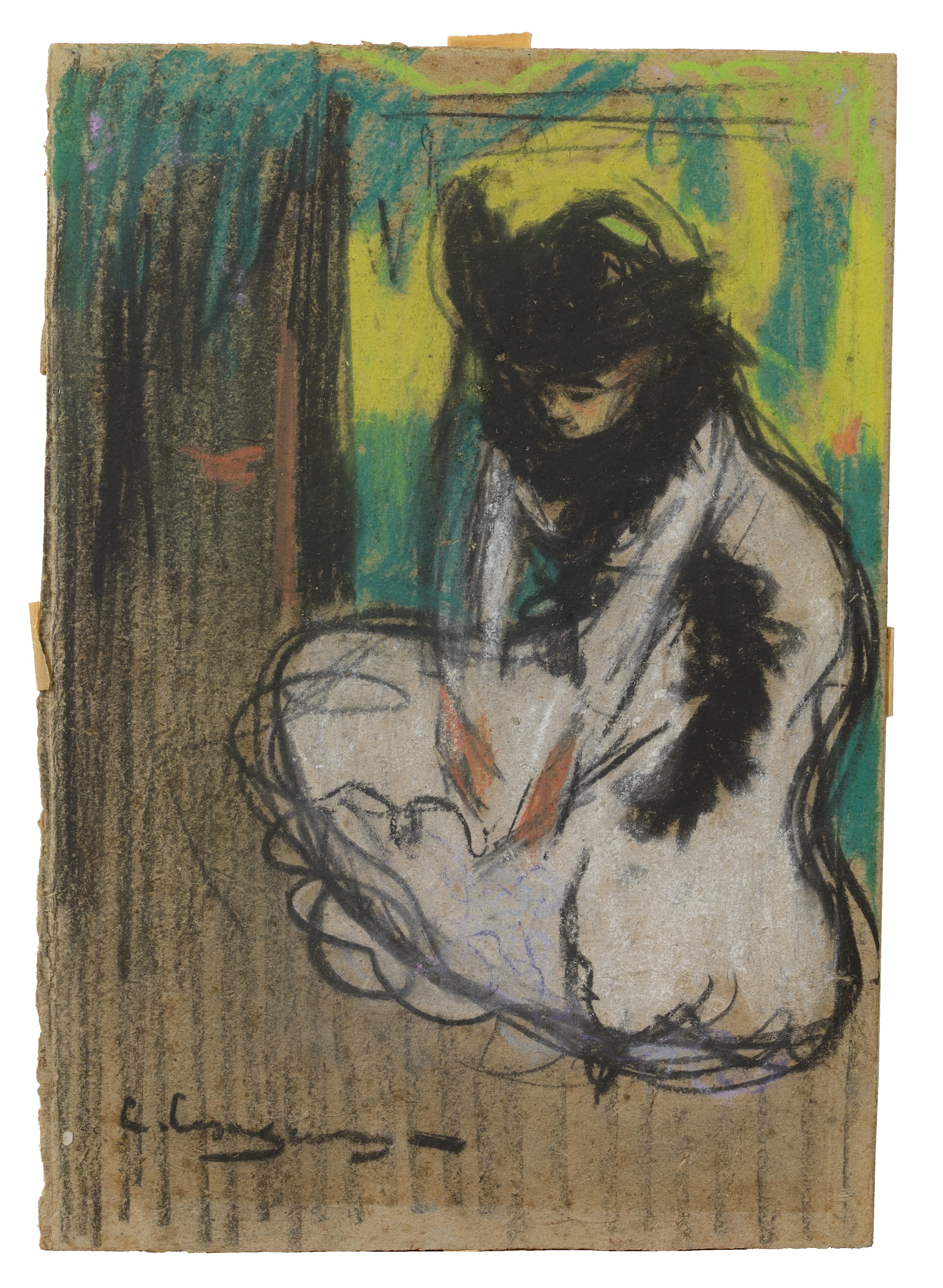
Femme vêtue de blanc (1898), par Carles Casagemas.

Carles Casagemas i Coll (de son nom complet) naît en 1880 dans la ville de Barcelone. 
Il rencontre Pablo Picasso à Barcelone au début de 1900 dans le café Els Quatre Gats qu'il fréquente. 
Les deux artistes, qui se lient rapidement d'amitié, partagent pendant quelque temps un atelier situé dans le carrer Riera de Sant Joan. Ils sont amis avec les jeunes artistes Isidre Nonell et Manuel Pallarès. 
Financièrement plus à l'aise que Picasso, Carles lui propose et subvient en grande partie aux frais de leur premier voyage à Paris à la fin de l'année 1900. Alors que Picasso s'épanouit dans cette nouvelle ville et l'ambiance de la butte Montmartre où il a élu domicile, Carles Casagemas semble déprimé en raison d'une histoire de cœur malheureuse et douloureuse  avec une danseuse du Moulin-rouge nommée Laure Germaine Gargallo (1880-1948). Ils décident de passer les fêtes de fin d'année à Malaga dans la région natale de Picasso. Carles Casagemas cependant, ne réussit pas à sortir de sa dépression amoureuse et sombre dans l'alcool. À la mi-janvier, alors que Picasso et Casagemas sont revenus à Madrid, ce dernier retourne à Paris où, après avoir tenté de tuer son amante, il se suicide d'une balle dans la tête dans le Café de l'Hippodrome au 128 boulevard de Clichy, le 17 février 1901.
Picasso, absent lors du drame et profondément marqué par cet évènement, peindra, six mois plus tard, trois toiles du défunt dont le célèbre portrait posthume de son ami dans son cercueil – La Mort de Casagemas (1901) – d'après les détails donnés par leurs amis (notamment de l'impact de la balle sur la tempe). Picasso dira plus tard que c'est le choc du suicide de son ami et cette toile en particulier qui a initié sa période bleue. Symboliquement cet impact culmine en 1903, soit deux ans après la mort de celui-ci, avec le tableau très personnel et engagé qui couronne la période bleue de Picasso, intitulé La Vie, où Casagemas est représenté avec une jeune femme devant de nombreuses scènes de maternité et de souffrance individuelle.
Quant à Germaine Gargallo, elle épouse Ramon Pichot en 1908, puis devient la patronne du cabaret La Maison Rose, à Montmartre.